# 5588 Jennabelle
5588 Jennabelle là một tiểu hành tinh vành đai chính với chu kỳ quỹ đạo là 1700.3773562 ngày (4.66 năm).
Nó được phát hiện ngày 23 tháng 9 năm 1990.